# CASA C-212
CASA C-212 — іспанський легкий двомоторний турбогвинтовий літак створений компанією CASA з Хетафе. Він вироблявся в Іспанії з початку 1971 по 2012 роки. Спочатку літак мав назву CASA C-212 Aviocar), але після приєднання CASA до Airbus Group, власна назва «Aviocar» більше не використовувалась і літак отримав позначення EADS CASA C-212. Також літак виробляється за ліцензією в Індонезії, аерокосмічною компанією Indonesian Aerospace під назвою NC-212.

## Технічний опис

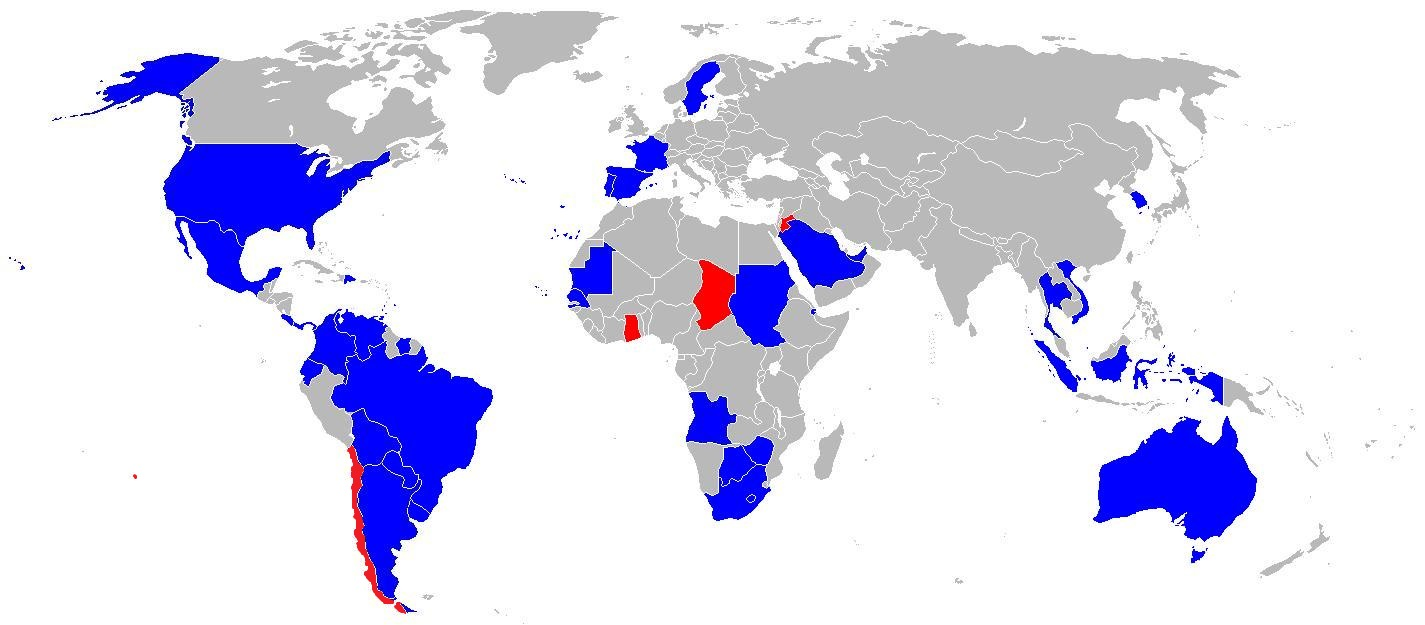
Експлуатанти CASA C-212 (на 2015 рік)
Діючі користувачі
Колишні користувачі

### Основні характеристики
Характеристики наведені для модифікації CASA C-212-200
- Екіпаж: 3 особи
- Пасажиромісткість: до 18 пасажирів або до 16 десантників з повною екіпіровкою
- Довжина: 16,15 м
- Висота: 6,60 м
- Розмах крил: 20,28 м
- Вага порожнього: 4400 кг
- Корисне навантаження: 2820 кг
- Максимальна злітна вага: 8000 кг
- Двигуни: 2 × Garrett AiResearch TPE331-10R-513C, потужністю 662 кВт кожен
- Повітряні гвинти: 4-лопатеві Dowty Rotol R-334/4-82-F/13

### Льотні характеристики
Характеристики наведені для модифікації CASA C-212-200
- Максимальна швидкість: 370 км/год
- Крейсерська швидкість: 300 км/год
- Скоропідйомність: 8,3 м/с
- Дальність польоту: 2680 км
- Практична стеля: 7925 м

## Див. Також
- Ан-28
- PZL M28
- Short Skyvan
- Let L-410 Turbolet
- De Havilland Canada DHC-6 Twin Otter